# پیش‌درآمد (موسیقی عمومی)
پیش‌درآمد در موسیقی، گذر یا بخشی است که یک موومان یا قطعه جداگانه را قبل از زمینه یا ترانه باز می‌کند. در موسیقی عامه‌پسند، به مقدمه آهنگ یا تنها مقدمه معروف است. پیش‌درآمد مواد ملودیک، هارمونیک یا ریتمیک مربوط به بدنه اصلی یک قطعه را ایجاد می‌کند.